# Копиевка (Тульчинский район)
Копи́евка (укр. Копіївка) — село на Украине, находится в Тульчинском районе Винницкой области.
Код КОАТУУ — 0524383301. Население по переписи 2001 года составляет 1297 человек. Почтовый индекс — 23623. Телефонный код — 4335.
Занимает площадь 4,35 км².

## Адрес местного совета
23623, Винницкая область, Тульчинский р-н, с. Копиевка, ул. Суворова, 1